# Cinematógrafo del Chopo
El Cinematógrafo del Chopo es un espacio cinematográfico ubicado en la Ciudad de México. Con trayectoria en la promoción del cine alternativo y la difusión de obras audiovisuales independientes.

## Historia
El Cinematógrafo del Chopo abrió sus puertas en 1978 como una sala de cine independiente. Su creación fue impulsada por el interés de un grupo de cinéfilos y artistas por ofrecer una alternativa a las producciones comerciales y promover el cine de autor. Desde sus inicios, se tenía concebido como un espacio de resistencia cultural, acogiendo películas y documentales que no tenían cabida en las salas comerciales.